# Osen (Silistra)
Osen (Bulgaars: Осен) is een dorp in het noordoosten van Bulgarije. Zij is gelegen in de gemeente Glavinitsa in  oblast Silistra. Het dorp ligt ongeveer 20 km ten zuidwesten van Silistra en 308 km ten noordoosten van de hoofdstad Sofia.

## Bevolking
De telling van 1934 registreerde 235 inwoners. Dit aantal verdrievoudigde en bereikte in 1956 een hoogtepunt van 639 personen. Sindsdien loopt het bevolkingsaantal in een rap tempo terug. Op 31 december 2019 werden er 79 inwoners geteld. 
Van de 117 inwoners reageerden er 117 op de optionele volkstelling van 2011. Zo’n 114 personen identificeerden zichzelf als etnische Bulgaren (97%).
De bevolking van het dorp is sterk vergrijsd. Van de 117 inwoners die in februari 2011 werden geregistreerd, was er slechts 1 jonger dan 15 jaar oud (1%), terwijl er 73 inwoners van 65 jaar of ouder werden geteld (62%).